# Umberto Pessina
Umberto Pessina (Poviglio, 26 aprile 1902 – Correggio, 18 giugno 1946) è stato un presbitero cattolico italiano ucciso da ex partigiani comunisti il 18 giugno 1946 nella sua parrocchia di San Martino Piccolo, frazione di Correggio.

## Biografia
Nativo di San Sisto, frazione di Poviglio, era stato ordinato sacerdote il 29 maggio 1926. Fu cappellano a Scandiano e a Casalgrande, e rettore di Saltino di Prignano sulla Secchia dal 9 settembre 1938: divenne priore di San Martino di Correggio il 16 agosto 1941. 
Dopo il suo omicidio il vescovo di Reggio Emilia Beniamino Socche scrisse nel proprio diario:
(Dal diario di Monsignor Beniamino Socche)
Palmiro Togliatti, dopo l'assassinio di don Umberto Pessina, a Reggio Emilia disse: "Gli omicidi sono una macchia che dobbiamo cancellare".

## Gli esiti giudiziari
Nel marzo 1947 i Carabinieri accusarono del delitto gli ex partigiani Ello Ferretti, Antonio Prodi e Germano Nicolini, il quale nel dicembre 1946 era stato eletto sindaco di Correggio per il PCI: malgrado le confessioni di due dei veri responsabili (Cesarino Catellani ed Ero Righi, fuggiti in Jugoslavia poi rientrati e condannati per autocalunnia), i tre innocenti nel 1949 furono tutti condannati - a 20 anni Ferretti e Prodi, a 22 anni Nicolini quale mandante.
Nel 1953 fu promulgato dal Governo Pella un indulto per tutti i reati politici e di natura militare commessi tra l'8 settembre 1943 e il 18 giugno 1946. La misura copriva anche l'assassinio del sacerdote, che era morto proprio il 18 giugno 1946.
Il caso Nicolini-don Pessina fu tuttavia riaperto oltre quarant'anni dopo, nel 1991: sull'onda del dibattito e delle polemiche suscitati dall'ex partigiano ed ex deputato Otello Montanari con l'appello ribattezzato "Chi sa parli" (peraltro riferito a diverso delitto del dopoguerra), un altro ex partigiano, William Gaiti, confessò d'aver preso parte con Catellani e Righi alla "ronda" in parrocchia il 18 giugno 1946, e d'aver sparato lui a don Pessina che l'aveva sorpreso alle spalle.
I tre rei confessi, processati nel 1993, vennero infine prosciolti poiché la Corte escluse la premditazione e riconobbe il carattere politico del delitto, applicando l'amnistia.
Questa sentenza però consentì la revisione del processo che aveva condannato ingiustamente Ferretti, Prodi e Nicolini, i quali nel 1994 furono definitivamente assolti per non aver commesso il fatto, e riabilitati.
Nel 1998 fu realizzato un film-documentario sulla vicenda giudiziaria.